# أولاد سعيد (أهل المربع)
أولاد سعيد هو دُوَّار يقع بجماعة أهل مربع، إقليم الفقيه بن صالح، جهة بني ملال خنيفرة في المملكة المغربية. ينتمي الدوّار لمشيخة أهل المربع التي تضم ثلاث دواوير وهي كالتالي دوار اولاد اسعيد ،دوار اولاد خلخال،و دوار اولاد حدو. يقدر عدد سكانه بـ 2896 نسمة حسب الإحصاء الرسمي للسكان والسكنى لسنة 2004.

## روابط خارجية
- البوابة الوطنية للجماعات الترابية
- المندوبية السامية للتخطيط